# Reevesia rotundifolia
Reevesia rotundifolia är en malvaväxtart som beskrevs av Woon Young Chun. Reevesia rotundifolia ingår i släktet Reevesia och familjen malvaväxter. Inga underarter finns listade i Catalogue of Life.